# Pegomya auricolor
Pegomya auricolor este o specie de muște din genul Pegomya, familia Anthomyiidae, descrisă de Masayoshi Suwa în anul 1971. Conform Catalogue of Life specia Pegomya auricolor nu are subspecii cunoscute.